# 新井智恵
新井 智恵（あらい ちえ、5月10日 - 、A型）は、生田流箏曲・三絃・十七絃演奏者。別名義にChie。

## 来歴
6歳の時から箏を始め、生田流箏曲、林早苗・矢崎明子に師事。
2001年、東京芸術大学音楽学部邦楽科生田流箏曲専攻卒業。2002年、NHK邦楽技能者育成会第47期卒業。同期代表として、人間国宝・長唄囃子の堅田喜三久リサイタルに出演。2003年、第30回NHK古典芸能鑑賞会に出演し、「劇場への招待」にて放映される。同年4月、和楽器ユニット・Rin'のメンバーとして、avexからメジャーデビュー。
2006年、ドーモレコードからInland Seaで全米デビューを果たす。
2009年2月13日、Rin'活動休止を発表。現在、各地で演奏活動を行うと共に、学校公演や講習会も行っている。